# Линас
Линас је насеље у Италији у округу Ористано, региону Сардинија.
Према процени из 2011. у насељу је живело 31 становника. Насеље се налази на надморској висини од 12 м.